# Kira Kolumna
Kira Kolumna ist der Name einer Kinderhörspielserie des Labels Kiddinx, die 2021 gestartet wurde. Protagonistin der Serie ist die 16-jährige Bloggerin Kira Kolumna, eine entfernte Verwandte der aus den Hörspielserien Benjamin Blümchen, Bibi und Tina und Bibi Blocksberg bekannten rasenden Reporterin Karla Kolumna.

## Handlung
Die 16-jährige Kira erzählt in der Serie von ihren Erlebnissen. Kira hat ihren eigenen Internet-Newsblog, über den sie Neuigkeiten aus ihrem Leben mit ihren Freunden in aller Welt teilt.
Die Serie beginnt mit Kiras Umzug in den Stadtteil Südberg der fiktiven Stadt Mühlheim. Gleich in der ersten Folge lernt sie ihren Nachbarn Lars Sommer kennen und überführt mit ihm eine Diebesbande, die seit einiger Zeit in Südberg Unruhe stiftet. Da sie auch über dieses Ereignis auf ihrem Blog berichtet und ihren Bericht der Tageszeitung Südberger Bote zur Verfügung stellt, darf sie fortan als Reporterin für das Blatt arbeiten.
Im weiteren Verlauf der Serie begegnen Kira immer wieder neue Themen, die sie zu Zeitungsberichten und Blogartikeln inspirieren. Dabei drehen sich die Folgen um Themen wie Mobbing, Schulstress, den Klimawandel, die Ankunft geflüchteter Menschen oder Kleinkriminalität. Ein zentrales Thema der Serie ist der Umgang mit sozialen Medien.

## Figuren
Kira Kolumna
Kira ist 16 Jahre alt und zieht zu Beginn der Serie aus Madrid nach Südberg. Sie ist die Tochter des Matheprofessors Johannes, der arbeitsbedingt häufig mit seiner Tochter umzieht. So hat Kira schon in vielen verschiedenen Ländern gewohnt und dort Freunde gefunden, mit denen sie online weiterhin Kontakt hält. Ihre Mutter, eine Spanierin, ist schon früh gestorben. Kira betreibt einen Newsblog und schreibt regelmäßig für den Südberger Boten. Ihr Motto dabei lautet: „Never fake news“ – sie will stets nur die Wahrheit berichten. Sie ist sehr neugierig und stellt ihrem Gegenüber häufig mehrere Fragen auf einmal, wenn sie etwas herausfinden möchte. Zudem stürzt sie sich schnell in neue Projekte – so organisiert sie beispielsweise eine Demo zum Erhalt ihres geliebten Uferstreifens am Südberger Fluss oder beschließt kurzerhand, der Südberger Suppenküche zu helfen, als sie erfährt, dass diese kaum noch Lebensmittelspenden erhält. Sie neigt jedoch auch dazu, sich in manche Dinge hineinzusteigern und zu vorschnell zu urteilen.
Nele Niemann
Nele ist Kiras beste Freundin, ebenfalls 16 Jahre alt und geht mit Kira und Lars in die 10b einer Schule in Südberg. Sie lebt bei ihrer Mutter Patricia, die einen Kosmetiksalon betreibt. Neles Vater lebt nicht bei der Familie. Nele schminkt sich sehr gerne und begeistert sich für Mode, Promis und kreative Gestaltungsideen. In der Folge Verpeilte Weihnachten kommt sie mit dem Polizeischüler Sirdan zusammen. Die Beziehung geht aber, wie die Folge Spuk im Kopf verrät, in die Brüche, da sich Sirdan auf die Polizeischule konzentrieren möchte.
Lars Sommer
Lars ist der Sohn von Laura Sommer. Er ist Kiras Nachbar. Zu Lars' Vater, der aus Sri Lanka stammt, haben Lars und Laura keinen Kontakt mehr. Lars geht in die gleiche Klasse wie Kira und Nele. Er liebt Online-Videogames mit fantastischen Elementen wie Drachen oder Zombies und kann regelrecht in virtuellen Welten abtauchen. Zudem fährt er Skateboard und spielt Gitarre. In mehreren Folgen zeigt er zudem handwerkliches Geschick.
Johannes Kolumna
Johannes ist Kiras Vater und Mathematikprofessor. Bei ihm dreht sich vieles um Zahlen, Daten und Fakten. Seine Gedanken sind manchmal woanders – dennoch ist die Beziehung zwischen Kira und ihrem Vater eng. In den meisten Episoden reist Johannes dienstlich umher und hält nur über Telefon und Briefe mit Kira Kontakt. Als Kira elf Jahre alt war, war er kurzzeitig mit einer Klangkünstlerin namens Xara zusammen, die in der Folge Spuk im Kopf wieder für ein paar Tage bei Kira und Johannes wohnt.
Laura Sommer
Laura besitzt und betreibt den Laden, über dem Kira und ihr Vater wohnen, und ist die Mutter von Lars. Lauras Laden führt ein buntes Sortiment von Lebensmitteln bis hin zu Dekorations- und Bastelartikeln. Laura backt leidenschaftliche gerne Muffins.
Raphael „Rapha“ Perez
Raphael, der von allen nur Rapha genannt wird, ist Kiras fester Freund und wohnt in Madrid. Er trat erstmals in der Folge On-Off-Liebeschaos auf. Vor Kiras Umzug nach Südberg sind er und Kira auf dieselbe Schule gegangen. Er ist Graffiti-Künstler und hat in der Szene einen gewissen Bekanntheitsgrad, sprüht aber nur legal.
Frieda Machnikowsky
Frieda Machnikowsky ist eine ältere Dame, die von Kira als „die coolste Rentnerin von Südberg“ bezeichnet wird. Sie steht Kira und ihren Freunden häufig mit Rat und Tat zur Seite, hat einen großen Tatendrang und vielfältige Interessen. Ein ehemaliger jugendlicher Kleinkrimineller namens Dennis hilft ihr im Rahmen seiner Sozialstunden im Haushalt.
Saskia Saalfeld
Saskia geht ebenfalls in die gleiche Klasse wie Kira, Lars und Nele und kommt aus wohlhabendem Hause. Social Media spielt in ihrem Leben eine wichtige Rolle. Sie steht gerne im Mittelpunkt und begegnet anderen oft herablassend und voller Vorurteile, so macht sie etwa in der Folge Abgetaucht rassistische Witze über Lars' Herkunft. Sie reist viel, allerdings stellt sich heraus, dass einige der Reisefotos auf ihrem Social-Media-Account tatsächlich vor einem Greenscreen in einem Fotostudio aufgenommen wurden. In der Folge Eingeschneit nähert sie sich Kira, Nele und Lars jedoch etwas an und zeigt eine sympathischere Seite. In dieser Folge stellt sich auch heraus, dass sie Diabetes hat.

## Hörspielfolgen
Reguläre Folgen
Die nachfolgenden Folgen sind seit Oktober 2021 erschienen:
- 1 – Umzugsalarm (2021)
- 2 – Plötzlich beliebt! (2021)
- 3 – Verpeilte Weihnachten (2021)
- 4 – On-Off-Liebeschaos (2022)
- 5 – Klima-Krach (2022)
- 6 – Sommer in Südberg (2022)
- 7 – Im falschen Film (2022)
- 8 – Spuk im Kopf (2022)
- 9 – Eingeschneit (2023)
- 10 – Abgetaucht (2023)
- 11 – Übergekocht (2023)
- 12 – Abgefahren (2023)
- 13 – Echt spooky (2024)
- 14 – Missverstanden (2024)
- 15 – Offline in Barcelona (2024)
- 16 – Mutterseelenallein (2024)
- 17 – Nein heißt Nein (2024)
- 18 – Schöne Bescherung (2024)
- 19 – Gerüchteküche (2025)
- 20 – Gamingfieber (2025)
- 21 – Urlaubschaos (2025)
- 22 – Sturmfrei (2025)

Reportagen
Seit April 2024 erscheinen zudem kürzere Folgen, die als Reportagen bezeichnet werden. In diesen „interviewt“ Sprecherin Yvonne Greitzke in ihrer Rolle als Kira echte Jugendliche. Die Reportagen sind offiziell nicht durchnummeriert.
Folgende Reportagen sind seit April 2024 erschienen:
- Machen Influencer immer Urlaub? (2024)
- Kann ein Rummel ein Zuhause sein? (2024)
- Sind Schüler gute Schauspieler? (2024)
- Ist die Arche nur für Noah? (2024)
- Sind Graffitis auch Kunst? (2024)
- Match auf dem Eis – und in echt? (2024)
- Große Story, nichts dahinter? (2025)
- Ist E-Sport auch Sport? (2025)
- Campen ohne Eltern - Freiheit pur? (2025)

 Sprecher
| Kira Kolumna        | Yvonne Greitzke   |
| Lars Sommer         | Marco Eßer        |
| Johannes Kolumna    | Dirk Bublies      |
| Laura Sommer        | Anna Carlsson     |
| Frieda Machnikowsky | Margot Rothweiler |
| Nele Niemann        | Lina Rabea Mohr   |
| Raphael Perez       | Nicolás Artajo    |
| Saskia Saalfeld     | Alice Bauer       |

1. ↑  Kira übernimmt in den Hörspielen auch die Rolle der Erzählerin und erzählt die Geschichten als Ich-Erzählerin im Präsens.

## Musik
Der Titelsong zur Hörspielserie trägt den Namen Hey Kira und wurde von Peter Plate und Ulf Leo Sommer geschrieben  und von Joshua Lange vertont. Sängerin des Titelsongs ist Sandra Leitner.
Darüber hinaus enden alle Folgen ab Folge 15 (Offline in Barcelona) jeweils mit einem eigenen Song.

## Printmedien
Romanfassungen
Im Jahr 2023 erschienen Romanfassungen der Folgen Umzugsalarm, Plötzlich beliebt und Verpeilte Weihnachten bei Schneiderbuch. Autorin der Buchfassungen ist Johanna Olsen.
Magazin
Von 2023 bis 2024 gab Blue Ocean Entertainment ein vierteljährlich erscheinendes Magazin zu Kira Kolumna heraus. Neben einem Comic mit neuen Geschichten aus Südberg enthielt das Magazin unter anderem Rezepte, Basteltipps und Infos rund um das Thema „Schreiben“. Nach fünf Ausgaben wurde es wieder eingestellt.

## Serienuniversum
Kira ist um drei Ecken verwandt mit der „rasenden Reporterin“ Karla Kolumna, einer Figur aus den Hörspielreihen Bibi Blocksberg und Benjamin Blümchen. Bibi und Kira lernen sich der 139. Bibi-Blocksberg-Hörspielfolge „Chaos am Flughafen“ kennen. Des Weiteren leben Bibi Blocksberg und Benjamin Blümchen nicht nur in derselben Stadt (Neustadt) mit denselben Mitbürgern, sondern kennen sich auch durch mehrere Crossover-Folgen (seit Benjamin-Blümchen-Folge 20: „Benjamin Blümchen und Bibi Blocksberg“), und Bibi kennt zusätzlich noch Tina, den Martinshof & Co, sowie Elea Eluanda (Bibi-Blocksberg-Folge 78 „Bibi Blocksberg und Elea Eluanda“). Damit teilt sich die Serie Kira Kolumna mit den Serien Benjamin Blümchen, Bibi Blocksberg, Bibi und Tina und Elea Eluanda ein Serienuniversum.

## Nachweise
1. ↑  Mein TITELLIED | Kira Kolumna. Abgerufen am 21. August 2024.
2. ↑  Matthias von Bornstädt – Kira Kolumna 1 - Umzugsalarm. In: discogs.com. Abgerufen am 21. August 2024.
3. ↑  Sandra Leitner. Abgerufen am 21. August 2024 (deutsch).
4. ↑  Blue Ocean Entertainment News | kununu. Abgerufen am 21. August 2024.

Bibi Blocksberg

Bibi Blocksberg (2002) |
Bibi Blocksberg und das Geheimnis der blauen Eulen (2004)
Bibi und Tina

Bibi & Tina (2014) |
Bibi & Tina: Voll verhext! (2014) |
Bibi & Tina: Mädchen gegen Jungs (2016) |
Bibi & Tina: Tohuwabohu Total (2017) |
Bibi & Tina – Die Serie (2020) |
Bibi & Tina – Einfach anders (2022)
Erweitertes Universum:

Benjamin Blümchen (Serie • Film) |
Elea Eluanda |
Kira Kolumna